# Katastrophismus
Der Katastrophismus stellt im Rahmen der Astronomie sowie der Geologie und Paläontologie ein wissenschaftliches Paradigma dar, das von der überragenden Bedeutung von katastrophalen Ereignissen für die Geschichte unseres Sonnensystems, der Erde und der Entwicklung (Evolution) der Lebewesen ausgeht. Der Begriff catastrophism wurde 1832 von dem britischen Philosophen und Naturwissenschaftler William Whewell (1794–1866) geprägt, als Gegenbegriff zum uniformitarianism (deutsch: Aktualismus). In der Geschichte der modernen Wissenschaften konnte sich der Katastrophismus gegenüber dem Aktualismus nicht durchsetzen und ist heute gegenüber dem wissenschaftlichen Mainstream in Bezug auf die Theorien zu den Ursachen der Evolution der Lebewelt randständig. Allerdings schließen sich die katastrophistischen und aktualistischen Standpunkte nicht mehr gegenseitig aus, sondern ergänzen einander, da es nach dem heutigen Stand der Forschung im Laufe der Evolutionsgeschichte mehrfach zu globalen Massenaussterben kam.
Der Katastrophismus versteht sich wie der Aktualismus als ein säkulares Paradigma, das keine göttlichen Einwirkungen auf die Geschichte anerkennt, sondern allein auf natürliche (und naturwissenschaftlich untersuchbare) Ursachen als Erklärungsmodell zurückgreift. Als säkulares Paradigma wäre Katastrophismus daher in Bezug auf sein Selbstverständnis abzugrenzen vom Kreationismus christlicher, jüdischer und islamischer Fundamentalisten, der auf einer wörtlichen, nicht-metaphorischen Interpretation einschlägiger Schöpfungsberichte aufbaut. In Bezug aufs Geschichtsbild bestehen dennoch wichtige Gemeinsamkeiten zwischen Kreationismus und Katastrophismus:
Der Katastrophismus versucht in gewisser Weise die Vorstellung von der enormen Länge der geologischen und astronomischen Zeiträume zu korrigieren. Im Gegensatz zum klassischen Aktualismus (oder vielmehr: Gradualismus) geht man bei der katastrophistischen Betrachtung der Natur von einmaligen und unumkehrbaren Ereignissen aus, die sehr rasch vorübergehen können und dennoch große und bleibende Veränderungen bewirken.
Seit Mitte des 20. Jahrhunderts erfreut sich der Katastrophismus auch vermehrten Zuspruchs unter den Anhängern des religiös motivierten Kreationismus und der pseudowissenschaftlichen Chronologiekritik, die sich allerdings weit von den ursprünglich naturwissenschaftlichen Ansätzen des Katastrophismus entfernt haben. Gelegentlich wird sogar die Konstanz und Allgemeingültigkeit der Naturgesetze bezweifelt (siehe Exzeptionalismus).

## Katastrophismus in der Wissenschaft

### Geologie und Paläontologie

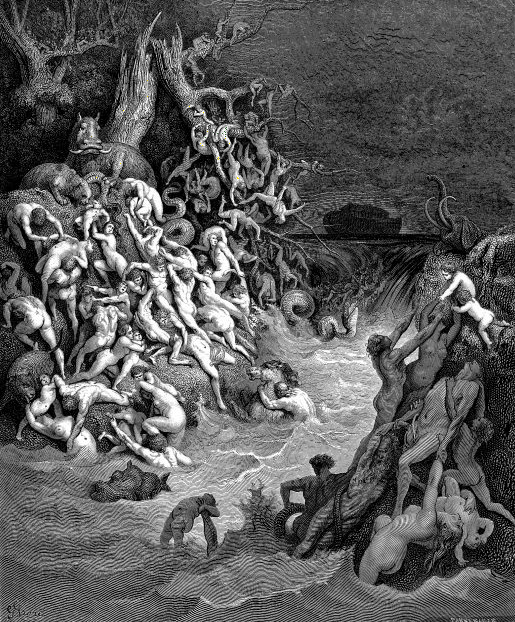
Künstlerische Darstellung der Sintflut von Gustave Doré.

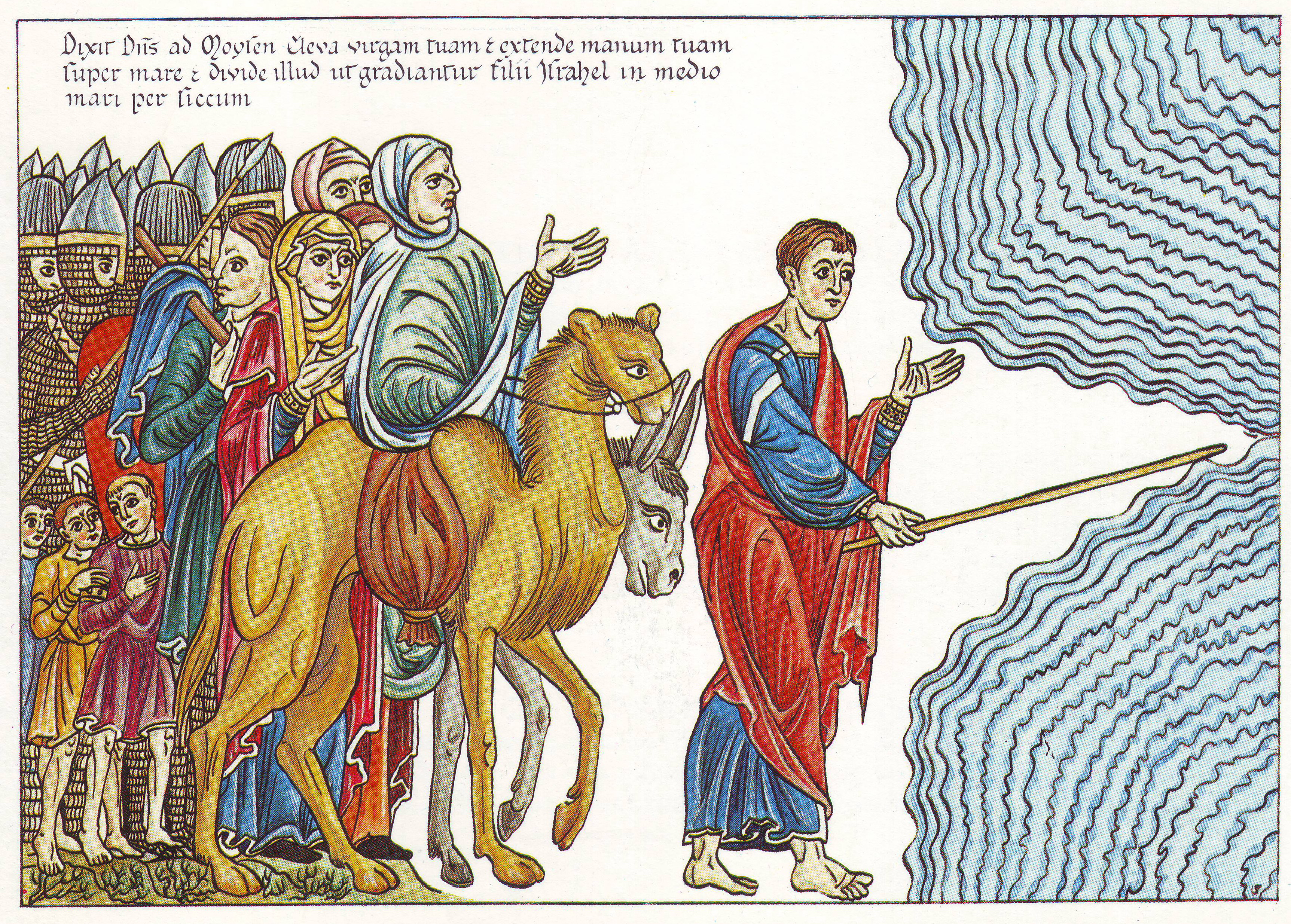
Hortus Deliciarum: Moses und das Volk Israel erleben bei der Flucht aus Ägypten einen Rückzug des Roten Meeres. Nachdem sie das Gebiet durchquert haben, wird das sie verfolgende ägyptische Heer von den zurückkehrenden Wassermassen verschlungen.

Als Begründer des Katastrophismus gilt der französische Naturforscher Georges de Cuvier (1769–1832) mit seiner Kataklysmentheorie. Cuvier vermutete, dass am Ende einzelner geologischer Epochen alle Tiere und Pflanzen in einem bestimmten Gebiet durch riesige Naturkatastrophen („Revolutionen“) vernichtet wurden. Wie die meisten seiner Zeitgenossen dachte er hierbei vor allem an große Überschwemmungen, da ihm durch seine geognostischen Untersuchungen des Pariser Beckens verschiedene geologische Schichten bekannt waren, von denen einige aus limnischen und andere aus marinen Sedimenten mit entsprechenden Fossilien bestehen, die von den mesozoischen Meerestransgressionen zeugen. Im Gegensatz zu seinen Vorgängern, wie zum Beispiel dem englischen Physikprofessor John Woodward (1665–1728) und dem Schweizer Naturforscher Johann Jakob Scheuchzer (1672–1733), glaubte Cuvier, dass der biblischen Sintflut bereits viele frühere Umwälzungen vorausgegangen seien. Schon der vielseitige englische Naturforscher Robert Hooke (1635–1703) hatte nachweisen können, dass die in den Deckgebirgen abgelagerten mächtigen Fossilschichten auf keinen Fall innerhalb einer einzigen, nur 150 Tage andauernden Flut hatten abgelagert werden können. Um die überall zu beobachtenden markanten Veränderungen im Fossilbestand der Gesteine zu erklären, stellte Cuvier die Hypothese auf, dass die vernichteten Lebewesen nach jeder der Katastrophen von anderen neu zugewanderten Arten ersetzt worden seien. Die von Jean-Baptiste Lamarck erstmals in der Geschichte der Naturwissenschaften vorgeschlagene Transformation der Arten lehnte Cuvier ab. Als Vertreter des Sintflutglaubens in der Geologie gilt der Geologe und Theologe William Buckland (1784–1856). Unstrittig ist heute, dass es in der Erdgeschichte mehrfach zu Meerestransgressionen kam, durch die allerdings nicht die gesamten Kontinente, sondern nur Teile davon von ausgedehnten Flachmeeren bedeckt wurden. Davon war auch das in der biblischen Geschichte genannte Gebiet am Roten Meer mehrfach betroffen, wobei die in der Bibel verwendeten Zeitangaben mit denen der modernen Geologie nicht übereinstimmen.
Die Idee einer globalen Überschwemmung verband sich bald mit den damals sehr einflussreichen, heute aber überholten Vorstellungen des Leiters der Bergakademie in Freiberg, Abraham Gottlob Werner (1749–1817). Um die geschichtete Struktur der Gesteine zu erklären, postulierte Werner die Existenz eines primordialen Urozeans, der einst die ganze Welt bedeckt habe und aus dem nach und nach alle Gesteine als Sedimente ausgefallen seien (Neptunismus). In der modernen Mineralogie wurde inzwischen nachgewiesen, dass beispielsweise die Bändereisenerze aus im Wasser gelöstem Eisen (Fe2) durch Oxidation zu festem Eisenoxid (Fe2O3) und (Fe3O4) entstanden sind, wohingegen magmatische Gesteine vor ihrer Verfestigung einer Schmelze unterworfen waren.
Basierend auf den Gedanken des schottischen Geologen James Hutton (1726–1797), der als entschiedener Gegner Werners den Ursprung aller Gesteine aus magmatischen und vulkanischen Prozessen postulierte (Plutonismus), setzten sich im Laufe des 19. Jahrhunderts jedoch weitgehend die aktualistischen Vorstellungen des englischen Geologen Charles Lyell (1797–1875) durch. Charles Darwin (1809–1882) vertrat die Ansicht, dass sich der Erdkörper und die Lebewesen nicht in raschen katastrophalen Sprüngen in kurzer Zeit entwickelt hatten, sondern sehr langsam in vielen kleinen, kumulativen Schritten. Schließlich glaubte Darwin, dass es unmöglich sei, die Ereignisse der Vergangenheit durch Prozesse zu erklären, die heute nicht mehr beobachtet werden könnten (Gradualismus).
Manche Geologen auf dem europäischen Kontinent, wie Léonce Élie de Beaumont (1798–1874), standen zwar dem Plutonismus nahe. Da sie die Auswirkungen von Vulkanausbrüchen und Erdbeben auf die Gestalt der Erde betonten, blieben aber insoweit Katastrophisten, als sie die daraus resultierende Bildung von Gebirgen (Orogenese) für einen raschen, nahezu explosionsartigen Prozess hielten. Den letzten Katastrophisten, wie dem schweizerisch-amerikanischen Zoologen und Geologen Louis Agassiz (1807–1873), warf man seit der Mitte des 19. Jahrhunderts vermehrt vor, dass sie in unwissenschaftlicher Weise zu religiösen und übernatürlichen Begründungen Zuflucht nähmen, wie dem direkten Eingreifen Gottes, um den Verlauf der Erdgeschichte zu erklären.

### Astronomie

Darstellung des Kollisionsvorgangs bei der Mondentstehung.

Bereits 1745 hatte der französische Privatgelehrte Georges-Louis Leclerc de Buffon (1707–1788) behauptet, die Erde sei durch den Zusammenstoß eines Kometen mit der Sonne entstanden. Jedoch ging er hierbei schon 1779 von einem Erdalter von mindestens 75.000 bis 80.000 Jahren aus. Dies stellt die erste bekannte Datierung innerhalb der modernen Wissenschaft dar, die nicht mehr von den aus der Bibel errechneten sechstausend Jahren ausging. Wegen des Einspruchs der Geistlichen an der Sorbonne veröffentlichte Buffon seine Schriften jedoch nicht.
Der Physiker Sir James Hopwood Jeans (1877–1946) vertrat Anfang des 20. Jahrhunderts in seinen populären Büchern ebenfalls die Hypothese, dass unser Planetensystem durch die Beinahe-Kollision unserer Sonne mit einem anderen Stern entstanden sei. Dabei seien große Stoffmengen aus der Sonne herausgerissen worden, die sich zu Planeten und ihren Monden verdichtet hätten. Diese Hypothese gilt heute als widerlegt.
1975 veröffentlichten William Hartmann und Donald R. Davis einen Aufsatz, in dem sie darlegten, wie eine streifende Kollision zwischen der Proto-Erde und einem großen Planetesimal vor 4,5 Milliarden Jahren zur Bildung des Mondes beigetragen haben könnte, indem große Gesteinsmengen von dem Erdmantel des glutflüssigen Erdkörpers weggerissen wurden. Auf diese Weise ließe sich die geringere Dichte des Mondes und das Fehlen eines Eisen-Nickel-Kerns erklären.
Tatsächlich bestätigten Kraterzählungen und die Beobachtungen des Impakts des Kometen Shoemaker-Levy 9 auf Jupiter im Jahre 1994 die Existenz von „katastrophalen“ Zusammenstößen im Sonnensystem.

### Neuere katastrophistische Ansätze
Mehr als hundert Jahre nach Erscheinen von Darwins Die Entstehung der Arten wurde in den 1970er Jahren eine erste wissenschaftliche Kritik am allzu starren Aktualismus Lyell’scher Prägung in der Evolutionstheorie laut. Die nordamerikanischen Paläontologen Niles Eldredge und Stephen Jay Gould postulierten die Möglichkeit, dass ein biologischer Gleichgewichtszustand, der über lange geologische Zeiträume stabil war, gelegentlich von einem „punktuellen“ Ereignis, einem kurzfristigen Evolutionsschub durchbrochen werden kann (Punktualismus). Während die Begründer selbst ihre Theorie nur als eine konsequente Synthese neuerer Forschungsergebnisse mit dem klassischen Darwinismus betrachten, werten manche bibeltreue Kreationisten, besonders in den USA, den Punktualismus als eine Bestätigung ihrer eigenen Vorstellungen.
Die eigentliche Katastrophentheorie in den Geowissenschaften erhielt 1980 neuen Auftrieb, als der amerikanische Physiknobelpreisträger Luis W. Alvarez und sein Sohn, der Geologe Walter Alvarez, ihre Befunde über die Grenze zwischen den geologischen Perioden Kreide und Tertiär in Italien veröffentlichten. Dort hatten sie in den Sedimentgesteinen eine Iridium-Anomalie entdeckt, die sie als Anzeichen für den Einschlag eines Asteroiden vor 65 Millionen Jahren deuteten. Spätere Analysen von gleichaltrigen Gesteinen ergaben weltweit ähnliche Resultate. Die Forscher vermuteten, dass der Impakt eines etwa 10 Kilometer großen Asteroiden riesige Mengen an Staub und Ruß in die Atmosphäre geschleudert habe. Dies habe dann eine globale Klimaveränderung bewirkt, und ein weltweites Massensterben von 70 % aller Lebewesen ausgelöst (siehe auch nuklearer Winter). Diesem als KT-Impakt bezeichneten Ereignis seien nicht nur die Dinosaurier zum Opfer gefallen, sondern auch große Teile der marinen Fauna, wie etwa die Ammoniten. Nach anfänglicher Skepsis hat sich diese Vorstellung in breiten Kreisen durchgesetzt. 1990 wurde auf der Yucatán-Halbinsel in Mexiko der 180 Kilometer weite Chicxulub-Krater entdeckt, der als Zeuge eines Impakts gilt. Der Zusammenhang mit dem Artensterben an der Kreide-Paläogen-Grenze steht außer Frage. Doch nach der Entdeckung des Kraters schrieben Autoren abseits der akademischen Fachwelt, durch diesen Impakt oder eine Serie solcher Einschläge sei die Pangäa auseinandergebrochen, obwohl geologische Befunde belegen, dass die Kontinentalplatten schon in der Jurazeit begonnen hatten, auseinander zu driften.
Ob sich alle Massenaussterben in der Erdgeschichte bzw. Evolutionsgeschichte so einfach erklären (z. B. an der Grenze Perm/Trias), wird in der Wissenschaft heftig diskutiert. Jedoch sind die Mechanismen, die zur Erklärung von Massensterben herangezogen werden, fast alle von katastrophaler Art, wie ausgedehnter Vulkanismus, Klimaänderungen oder Seuchen.
Weitergehende Theorien, die besagen, dass kosmische Katastrophen dieser Art, die Erde in periodischen Abständen heimsuchen (z. B. etwa alle 26 Millionen Jahre), haben nur begrenzte Anhängerschaft. Die nordamerikanischen Forscher David Raup und John Sepkoski (junior) spekulierten, dass ein unbekannter Faktor die Kometen in der Oortschen Wolke in periodischen Abständen aus der Bahn wirft und sie in die inneren Bereiche des Sonnensystems ablenkt, wo es dann gehäuft zu Zusammenstößen mit den Planeten kommen soll. Man denkt hier als Auslöser z. B. an den Durchgang des Sonnensystems durch die Ebene der Galaxis, einen unbekannten Begleitstern der Sonne namens Nemesis oder einen hypothetischen Planeten X.
Weitere katastrophistische Ansätze, die erst in den letzten Jahren diskutiert und untersucht werden, sind Supervulkane und Polsprünge, wobei Einflüsse auf Hydrosphäre und Lithosphäre vermutet werden und erhöhte Strahlung zu verstärkter Mutation führen soll.

## Katastrophismus als alternatives gesamtheitliches Weltbild
Mitte des 20. Jahrhunderts wurde ein katastrophistisches Weltbild beispielsweise von dem Psychoanalytiker Immanuel Velikovsky neu ausgearbeitet. Nach seiner Ansicht hat die Welt ihre heutige Gestalt nicht (nur) gleichförmig in Millionen von Jahren erhalten, sondern zum Teil innerhalb von nur wenigen tausend Jahren oder noch kürzeren Zeiträumen. Ebenso sei unser Sonnensystem in seiner heutigen Form weniger als 15.000 Jahre alt. Seine private, von den Fachwissenschaften nicht zur Kenntnis genommene Theorie beschreibt Velikovsky im Buch Welten im Zusammenstoß.
Nach der Wiederveröffentlichung von Velikovskys Werken 1978 beschäftigte sich die Gesellschaft zur Rekonstruktion der Menschheits- und Naturgeschichte mit seinen Thesen. Seit 1994 stellt die Zeitschrift Zeitensprünge eine Plattform für Chronologiekritik und Katastrophismus in Deutschland dar. Das Interesse dieser Autoren scheint sich jedoch tendenziell vom Katastrophismus ab- und der Chronologiekritik zuzuwenden.
In teilweiser Anknüpfung an Velikovsky erlangte Hans-Joachim Zillmer Bekanntheit auch über den deutschen Sprachraum hinaus. Seit 1998 behauptet er in seinen Büchern das Wirken von „Superfluten“ und anderen gewaltigen Naturkatastrophen im Laufe der Erdgeschichte und vertritt eine spezielle kreationistische Junge-Erde-Katastrophen-Theorie.

## Katastrophismus und Religion
In der Regel gehen heute die großen monotheistischen Glaubensvereinigungen, wie die katholische Kirche, die orthodoxe Kirche, die meisten protestantischen Kirchen, das Judentum und der Islam von einer prinzipiellen Vereinbarkeit von naturwissenschaftlichen Erkenntnissen und Glaubensinhalten aus. Lediglich einige Vertreter des ultraorthodoxen Judentums und islamische sowie manche christliche Fundamentalisten, die sich als streng gläubig verstehen, verneinen das hohe Alter der Erde und die stetige Entwicklung der Lebewesen. Mythen wie die Schöpfung der Welt in sieben Tagen oder die Sintflut werden von ihnen nicht nur als Tatsachenberichte verstanden, sondern auch als durch eine höhere (göttliche) Kraft als Regulativ eingesetzt interpretiert.
Besonders evangelikale Christen in den USA hängen oft dem Kreationismus und einer katastrophistischen Junge-Erde-Theorie an. Diese Vorstellungen gehen zu einem guten Teil auf den kanadischen Lehrer George McCready Price (1870–1963) zurück, ein Mitglied der Siebenten-Tags-Adventisten. In seinen Büchern bezweifelte er zu Anfang des 20. Jahrhunderts die Aussagekraft der herkömmlichen geologischen Datierung und zog stattdessen wieder die Sintflut zur Erklärung der beobachteten Phänomene heran. In den 1960er Jahren popularisierte der amerikanische Wasserbauingenieur Henry M. Morris (1918–2006) diese Vorstellungen.

## Aufgeklärter Katastrophismus
Jean-Pierre Dupuy entwickelte Anfang der 2000er-Jahre den aufgeklärten Katastrophismus (catastrophisme éclairé), der zwar „all die komplexen Mechanismen, in die die menschliche Gesellschaft verstrickt ist, [und deren Risiken anerkennt und] [...] dennoch den Raum für freie Entscheidungen offen“ lässt. Dabei baut er auf Beobachtungen um Prävention und Vorsorge sowie die kognitive Dissonanz auf, nach denen das Risiko großer Katastrophen als umso unwahrscheinlicher bewertet werde. Zu weiteren Vordenkern des aufgeklärten Katastrophismus werden Günther Anders, Hans Jonas und Ivan Illich gerechnet. Der aufgeklärte Katastrophismus bezieht sich allerdings ausschließlich auf den Umgang mit zukünftigen Katastrophen, die noch nicht eingetreten sind und den Voraussetzungen, sich auf diese angemessen vorbereiten zu können. Dupuy zufolge gelten Katastrophen nur als solche, solange sie vorhergesagt werden. Ihr Eintreffen wird als unwahrscheinlich bewertet. Sind diese vorhergesagten Ereignisse dann doch eingetreten, werden sie gar nicht mehr als (außergewöhnliche) Katastrophe gesehen, sondern als der normale, zwangsläufige Lauf der Dinge uminterpretiert.
In einem Gespräch mit Maja Göpel fasste Peter Sloterdijk den aufgeklärten Katastrophismus mit dem Bonmot „Wer nicht mit dem Schlimmsten rechnen kann, der kann nicht einmal den nächsten Schritt im Harmlosen vollziehen“ zusammen. Diese „Einübung in die Denkformen des aufgeklärten Katastrophismus“ gehöre zum „Bildungsprogramm für eine Zeit, in der die Natur aufgehört hat, Kulisse zu sein, sondern selber Akteur geworden ist“.